# Аризема Жакмона
Аризе́ма Жакмона (лат. Arisaema jacquemontii) — многолетнее клубневое травянистое растение, вид рода Аризема (Arisaema) семейства Ароидные (Araceae).
Вид назван в честь французского ботаника Виктора Жакмона (фр. Victor Jacquemont, 1801—1832).

## Ботаническое описание
Клубень сжато-шаровидный, 1,2—3 см в диаметре.

### Листья
Катафиллов один или два, беловатые, иногда коричневые, до 20 см длиной, чешуевидные, на вершине острые или тупые.
Черешки и ложный стебель бледно-зелёные, без пятен. Листьев один или два. Черешок (2,5)20—52 см длиной, вложенный примерно на 4⁄5 во влагалища, формирующие ложный стебель. Листовая пластинка пальчатораздельная; листочки в числе 5, или 7, или 9, сидячие, овально-продолговатые, в основании нисходящие; центральный листочек 7—18 см длиной и 2,5—7 см шириной; боковые листочки 3—7 см длиной и 0,8—2,5 см шириной.

### Соцветия и цветки
Цветоножка бледно-зелёная, без пятен, по длине равна черешкам. Покрывало зелёное снаружи, зеленоватое внутри. Трубка цилиндрическая, 8—20 см длиной и 2,5—8 см в диаметре, косоусечённая и не загнутая у горловины; пластинка изогнутая над початком, от овальной до узкоовальной или продолговато-треугольная, 2,5—5(9) см длиной и 1—2,5(3,5) см шириной, на вершине заострённая, переходящая в нитевидное хвостовидное образование 2,5—6 см длиной.
Початок однополый. Мужская зона цилиндрическая, 2—3 см длиной, 3—3,5 мм в диаметре; синандрий сидячий, слабый, кремовый или с тёмно-пурпуровым оттенком; пыльников 2—4, вскрываются верхушечными порами или разрезами; женская зона 1,5—3 см длиной и 5—7 мм шириной; завязь зеленоватая, узкояйцевидная; рыльце сферическое. Придаток у основания зеленоватый, далее пурпуровый, 2—8 см длиной, около 1 мм в диаметре, на конце изогнутый  горизонтального расположения по отношению к трубке покрывала, в основании раздутый, усечённый до 3—5 мм в диаметре, на короткой ножке, гладкий.
Цветёт в июне — июле.
Число хромосом 2n=52.

## Распространение
Встречается в Афганистане, Китае, Индии, Восточных Гималаях, Непале, Пакистане, Вьетнаме.
Растёт в хвойных лесах, на лесных полянах, в зарослях можжевельника и рододендрона, на окраинах лесов, на высоте от 3000 до 4300 м над уровнем моря.